# Saint-Étienne-du-Bois (Vendée)
Saint-Étienne-du-Bois település Franciaországban, Vendée megyében. Lakosainak száma 2251 fő (2022. január 1.). Saint-Étienne-du-Bois Les Lucs-sur-Boulogne, Legé, Beaufou, Grand’Landes, Palluau és Saint-Paul-Mont-Penit községekkel határos.

## Népesség
A település népessége az elmúlt években az alábbi módon változott:
| Lakosok száma | 2079 | 2104 | 2138 | 2101 | 2118 | 2135 | 2144 | 2191 | 2251 |
|               | 2013 | 2015 | 2016 | 2017 | 2018 | 2019 | 2020 | 2021 | 2022 |